# Llista de monuments de Vinaixa
Llista de monuments de Vinaixa inclosos en l'Inventari del Patrimoni Arquitectònic Català per al municipi de Vinaixa (Garrigues). Inclou els inscrits en el Registre de Béns Culturals d'Interès Nacional (BCIN) amb la classificació de monuments històrics, els Béns Culturals d'Interès Local (BCIL) de caràcter immoble i la resta de béns arquitectònics integrants del patrimoni cultural català.
| Monument                                     | Protecció    | Estil/època            | Localització                                     | Coordenades                                          | Codi?         | Imatge |
| -------------------------------------------- | ------------ | ---------------------- | ------------------------------------------------ | ---------------------------------------------------- | ------------- | --- |
| Església de Sant Joan Baptista               | BCIN 447-MH  | Romànic XIV            | Vinaixa C. Calvari, 2                            | 41° 25′ 42″ N, 0° 58′ 32″ E / 41.42844°N,0.97542°E   | IPA-519       | Església de Sant Joan Baptista (Vinaixa) · Vegeu més fotos d'aquest monument · Carregueu una nova foto d'aquest monument           |
| Torre de Vinaixa, Castell de Vinaixa         | BCIN 1824-MH | Medieval               | Vinaixa C. Calvari, 2                            | 41° 25′ 42″ N, 0° 58′ 32″ E / 41.428314°N,0.975473°E | RI-51-0006804 | Torre de Vinaixa · Vegeu més fotos d'aquest monument · Carregueu una nova foto d'aquest monument                                   |
| Casa Tarragó, Casa Fèlix, Castell de Vinaixa | BCIN 1824-MH | Gòtic-renaixement XVI  | Vinaixa C. Calvari, 5                            | 41° 25′ 45″ N, 0° 58′ 33″ E / 41.429062°N,0.975945°E | IPA-14088     | Casa Tarragó (Vinaixa) · Vegeu més fotos d'aquest monument · Carregueu una nova foto d'aquest monument                             |
| Casa de Poblet, la Torre                     | BCIN 1825-MH | Gòtic XIV-XVI          | Vinaixa C. del Forn, 3                           | 41° 25′ 44″ N, 0° 58′ 32″ E / 41.428902°N,0.975486°E | RI-51-0006805 | Casa de Poblet (Vinaixa) · Vegeu més fotos d'aquest monument · Carregueu una nova foto d'aquest monument                           |
| Fàbrica SAFRA                                |              | Darreres tendències XX | Vinaixa Ctra. de l'Albi, 8                       | 41° 25′ 34″ N, 0° 58′ 17″ E / 41.425984°N,0.971428°E | IPA-14084     | Fàbrica SAFRA (Vinaixa) · Vegeu més fotos d'aquest monument · Carregueu una nova foto d'aquest monument                            |
| Creu de la plaça de l'Església               |              | Obra popular XX        | Vinaixa C. Calvari                               | 41° 25′ 43″ N, 0° 58′ 31″ E / 41.42864°N,0.97518°E   | IPA-14085     | Creu plaça Església (Vinaixa) · Vegeu més fotos d'aquest monument · Carregueu una nova foto d'aquest monument                      |
| Portal del carrer del Forn                   |              | Gòtic XV               | Vinaixa C. Forn, 30                              | 41° 25′ 46″ N, 0° 58′ 33″ E / 41.42937°N,0.97591°E   | IPA-14087     | Portal del carrer del Forn (Vinaixa) · Vegeu més fotos d'aquest monument · Carregueu una nova foto d'aquest monument               |
| Llinda de l'habitatge al carrer Forn, 10     |              | Barroc XVIII           | Vinaixa C. Forn, 10                              | 41° 25′ 44″ N, 0° 58′ 32″ E / 41.42884°N,0.97548°E   | IPA-14089     | Llinda de l'habitatge al carrer Forn, 10 (Vinaixa) · Vegeu més fotos d'aquest monument · Carregueu una nova foto d'aquest monument |
| Casal Vinaixenc                              |              | Obra popular XX        | Vinaixa Ctra. de Lleida, 31                      | 41° 25′ 42″ N, 0° 58′ 26″ E / 41.4283°N,0.97376°E    | IPA-14090     | Casal Vinaixenc (Vinaixa) · Vegeu més fotos d'aquest monument · Carregueu una nova foto d'aquest monument                          |
| Cal Moncarre                                 |              | Obra popular XVI-XVII  | Vinaixa C. Sant Joan, 1                          | 41° 25′ 44″ N, 0° 58′ 31″ E / 41.42876°N,0.97525°E   | IPA-14091     | Cal Moncarre (Vinaixa) · Vegeu més fotos d'aquest monument · Carregueu una nova foto d'aquest monument                             |
| Cal Cabories                                 |              | Obra popular XIX       | Vinaixa C. Major, 48                             | 41° 25′ 45″ N, 0° 58′ 26″ E / 41.42929°N,0.97378°E   | IPA-14092     | Cal Cabories (Vinaixa) · Vegeu més fotos d'aquest monument · Carregueu una nova foto d'aquest monument                             |
| Cal Manel                                    |              | Obra popular XVI-XVII  | Vinaixa C. Major, 23                             | 41° 25′ 44″ N, 0° 58′ 29″ E / 41.42897°N,0.97475°E   | IPA-14093     | Cal Manel (Vinaixa) · Vegeu més fotos d'aquest monument · Carregueu una nova foto d'aquest monument                                |
| Creu de terme                                |              | Obra popular           | Vinaixa Pl. Arbres                               | 41° 25′ 40″ N, 0° 58′ 31″ E / 41.42768°N,0.97529°E   | IPA-14095     | Creu (Vinaixa) · Vegeu més fotos d'aquest monument · Carregueu una nova foto d'aquest monument                                     |
| Cal Blanco                                   | BCIL 2000    | Noucentisme XX         | Vinaixa Ctra. Tarragona                          | 41° 25′ 41″ N, 0° 58′ 36″ E / 41.42803°N,0.97664°E   | IPA-14096     | Cal Blanco (Vinaixa) · Vegeu més fotos d'aquest monument · Carregueu una nova foto d'aquest monument                               |
| Antic Centre Obrer Republicà, o la Dalla     | BCIL 2001    | Obra popular XX        | Vinaixa Ctra. de Tarragona, 1                    | 41° 25′ 41″ N, 0° 58′ 34″ E / 41.428°N,0.97616°E     | IPA-14097     | Antic Centre Obrer Republicà (Vinaixa) · Vegeu més fotos d'aquest monument · Carregueu una nova foto d'aquest monument             |
| Celler Moragues                              |              | Obra popular           | Vinaixa Camí Bancals, 14                         | 41° 25′ 39″ N, 0° 58′ 37″ E / 41.42739°N,0.977°E     | IPA-14098     | Carregueu una nova foto d'aquest monument                                                                                          |
| Cooperativa del Camp                         |              | Obra popular XX Inici  | Vinaixa Pl. Arbres, 3                            | 41° 25′ 38″ N, 0° 58′ 28″ E / 41.42716°N,0.97448°E   | IPA-14099     | Cooperativa del Camp (Vinaixa) · Vegeu més fotos d'aquest monument · Carregueu una nova foto d'aquest monument                     |
| Antic Molí del Farrer Vell, o Cal Blai       |              | Obra popular XIV       | Vinaixa Ctra. dels Omellons                      |                                                      | IPA-14100     | Carregueu una nova foto d'aquest monument                                                                                          |
| Ermita de Sant Bonifaci                      |              | Obra popular XVI-XVII  | Vinaixa Partida de Sant Bonifaci                 | 41° 28′ 24″ N, 0° 57′ 20″ E / 41.47328°N,0.95566°E   | IPA-14101     | Ermita de Sant Bonifaci (Vinaixa) · Vegeu més fotos d'aquest monument · Carregueu una nova foto d'aquest monument                  |
| Masia a la partida de Sant Bonifaci          |              | Obra popular XIX-XX    | Vinaixa Partida de Sant Bonifaci                 | 41° 28′ 20″ N, 0° 57′ 16″ E / 41.47215°N,0.95454°E   | IPA-14102     | Carregueu una nova foto d'aquest monument                                                                                          |
| Creu del Camí de Sant Bonifaci I             |              | Obra popular XX        | Vinaixa Partida de Sant Bonifaci, Pas de la Creu | 41° 28′ 23″ N, 0° 57′ 21″ E / 41.47307°N,0.95571°E   | IPA-14103     | Creu del Camí de Sant Bonifaci I (Vinaixa) · Vegeu més fotos d'aquest monument · Carregueu una nova foto d'aquest monument         |
| Creu del Camí de Sant Bonifaci II            |              | Obra popular XX        | Vinaixa Partida de Sant Bonifaci, Pas de la Creu |                                                      | IPA-14104     | Carregueu una nova foto d'aquest monument                                                                                          |
| Túnel de Tarrés                              |              | Historicisme XIX       | Vinaixa Partida dels Corregons                   | 41° 24′ 33″ N, 0° 59′ 53″ E / 41.4092°N,0.99812°E    | IPA-14105     | Túnel de Tarrés (Vinaixa) · Vegeu més fotos d'aquest monument · Carregueu una nova foto d'aquest monument                          |
| Construccions de pedra seca                  |              | Obra popular XX        | Vinaixa Partida Sant Bonifaci                    | 41° 28′ 23″ N, 0° 57′ 21″ E / 41.47307°N,0.95571°E   | IPA-17776     | Carregueu una nova foto d'aquest monument                                                                                          |